# Guacamayas

Localização de Guacamayas no departamento de Boyacá.

Guacamayas é um município no departamento de Boyacá, na Colômbia.